# Chan Kam Loi
Chan Kam Loi es un deportista hongkonés que compitió en esgrima en silla de ruedas. Ganó cinco medallas en los Juegos Paralímpicos de Verano entre los años 1992 y 2004.

## Palmarés internacional
| Juegos Paralímpicos | Juegos Paralímpicos      | Juegos Paralímpicos | Juegos Paralímpicos  |
| Año                 | Lugar                    | Medalla             | Prueba               |
| ------------------- | ------------------------ | ------------------- | -------------------- |
| 1992                | Barcelona (España)       | Medalla de plata    | Florete por equipos  |
| 1996                | Atlanta (Estados Unidos) | Medalla de oro      | Florete por equipos  |
| 1996                | Atlanta (Estados Unidos) | Medalla de plata    | Sable por equipos    |
| 1996                | Atlanta (Estados Unidos) | Medalla de bronce   | Florete individual A |
| 2000                | Sídney (Australia)       | Medalla de oro      | Florete por equipos  |
| 2000                | Sídney (Australia)       | Medalla de bronce   | Sable por equipos    |
| 2004                | Atenas (Grecia)          | Medalla de oro      | Sable por equipos    |
| 2004                | Atenas (Grecia)          | Medalla de plata    | Florete por equipos  |